# Denkmalgeschützte Objekte im Nitriansky kraj
Im Nitriansky kraj bestehen 1149 denkmalgeschützte Objekte. Die unten angeführte Liste führt zu den Listen der Bezirke und gibt die Anzahl der Objekte an.

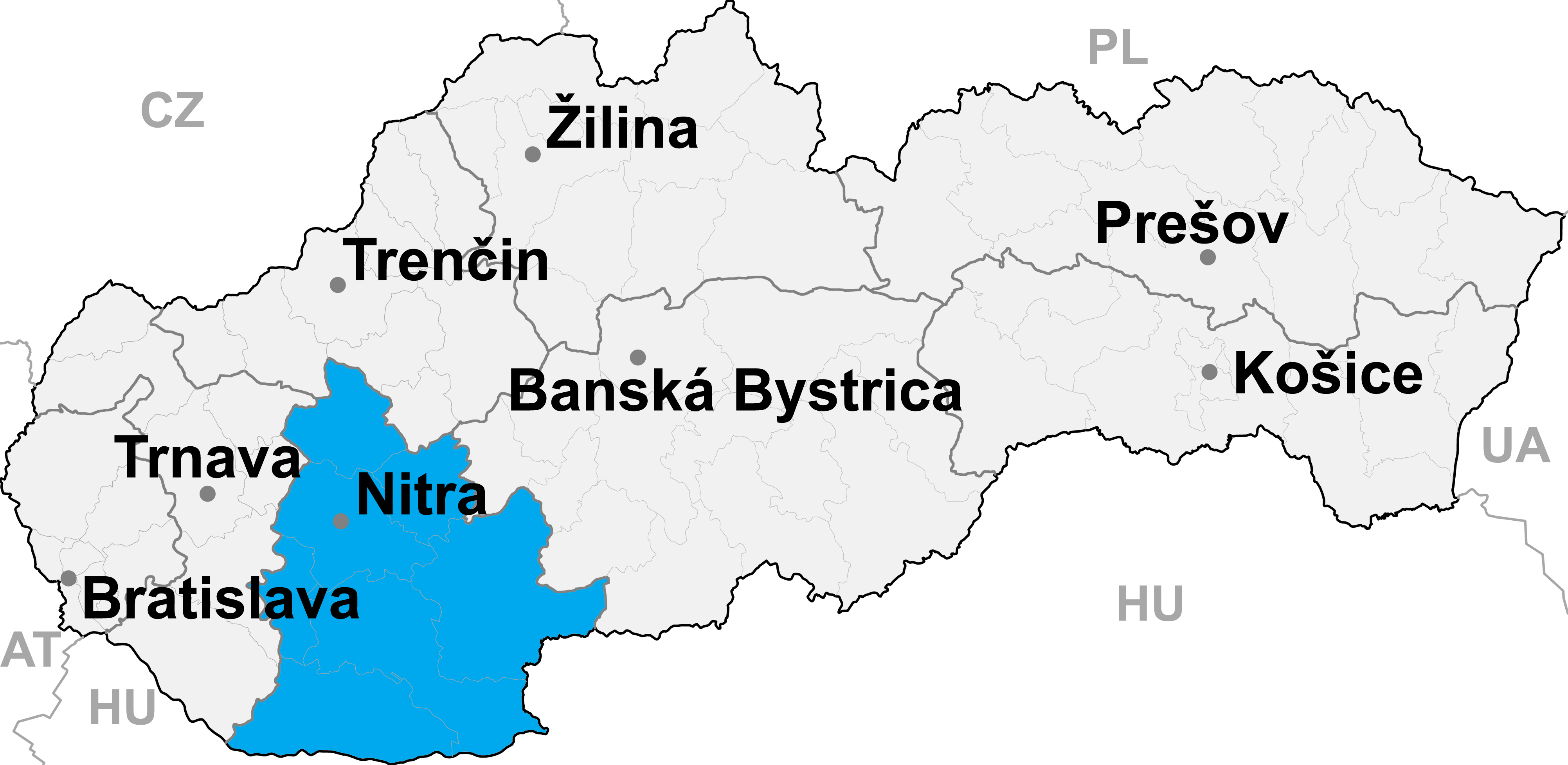

| Liste der Okresy                     | Objektanzahl |
| ------------------------------------ | ------------ |
| Komárno                              | 154          |
| Levice                               | 163          |
| Nitra                                | 321          |
| Nové Zámky (inklusive Okres Štúrovo) | 155          |
| Šaľa                                 | 39           |
| Topoľčany                            | 208          |
| Zlaté Moravce                        | 109          |